# 阿尔科巴萨修道院
阿尔科巴萨修道院 （葡萄牙語：Mosteiro de Santa Maria de Alcobaça）是一座中世纪罗马天主教修道院，位于葡萄牙中部的阿尔科巴萨。它是由第一位葡萄牙国王阿方索一世创建于1153年，在历史上一直与葡萄牙国王保持密切的关系。
这座修道院和教堂是葡萄牙第一座哥特式建筑，并且与科英布拉的圣十字修道院同为葡萄牙最重要的中世纪修道院之一。由于其艺术与历史价值，已于1989年被联合国教科文组织列为世界遗产。

## 历史

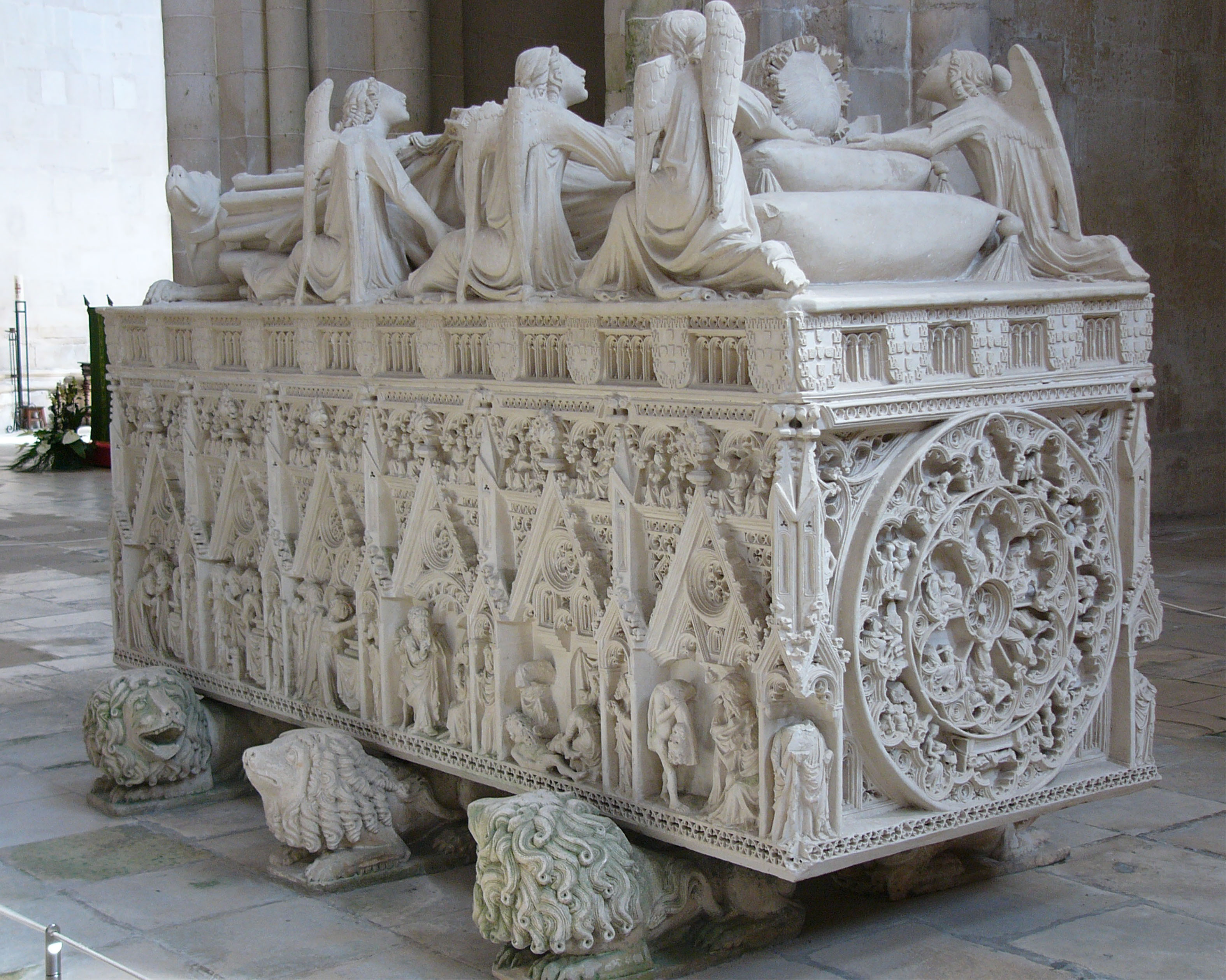
佩德罗一世墓

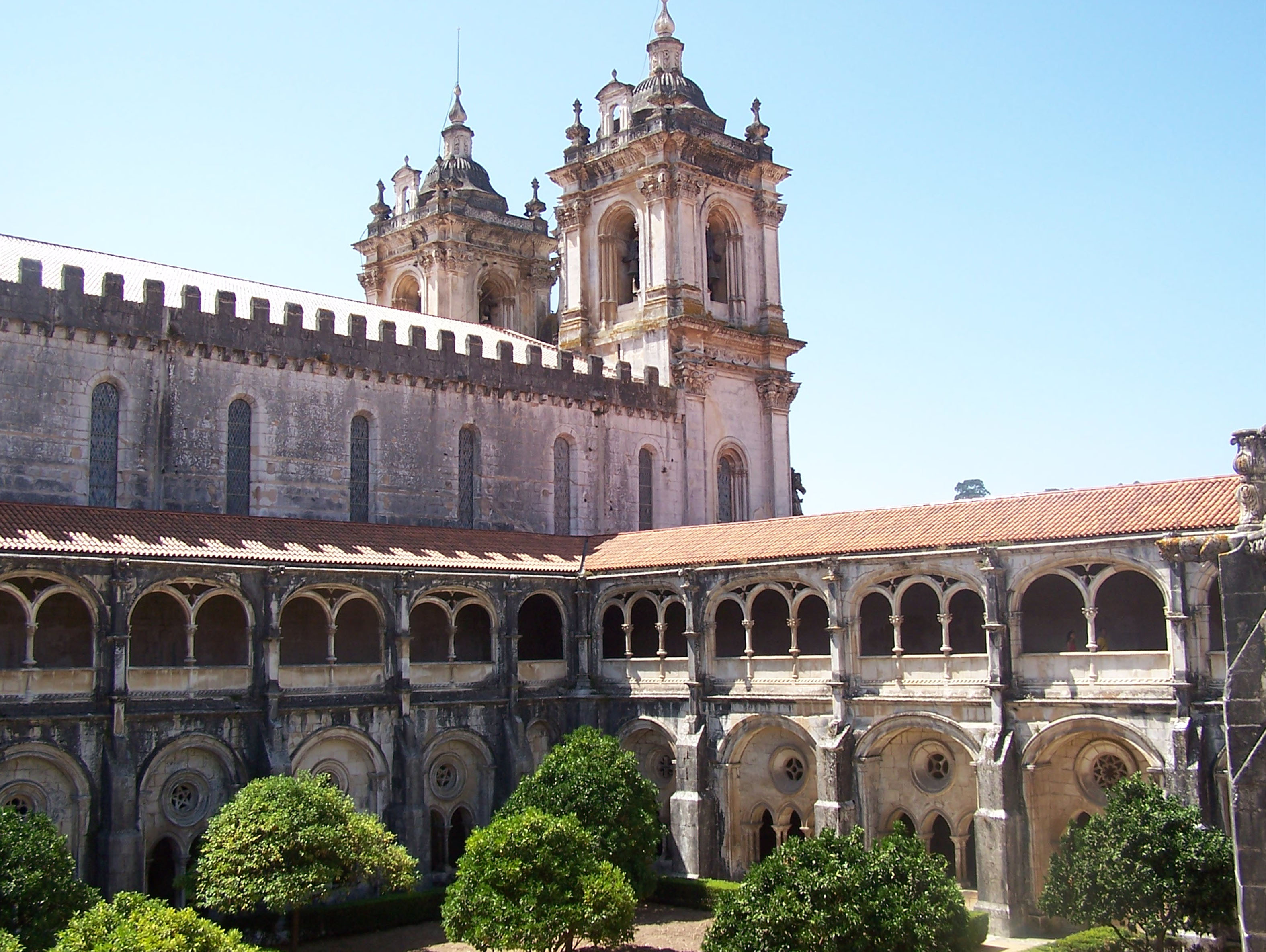

阿尔科巴萨修道院 1153年，第一位葡萄牙国王阿方索一世为庆祝战胜摩尔人，建立这座修道院，作为礼物送给熙笃会会祖圣伯爾納鐸。
修道院建筑始建于1178年，即熙笃会修士抵达阿尔科巴萨25年之后。最初，修士们住在木屋中，1223年搬入新建的石砌修道院中。教堂完成于1252年。建成的教堂和修道院是葡萄牙最早的真正的哥特式建筑，教堂也是葡萄牙最大的。
献身修道的修士们在写字间内完成了许多珍贵的手稿。阿尔科巴萨图书馆是葡萄牙中世纪最大的图书馆之一，1810年遭入侵的法国人劫掠，1834年葡萄牙解散修会时又有许多文献被盗。修道院图书馆的遗物，包括数百中世纪手稿，今天保存在里斯本国家图书馆。
在中世纪，该修道院很快成为葡萄牙一个重要的势力，拥有大片的农业区。在13和14世纪，葡萄牙国王阿方索二世和阿方索三世，以及他们的王后都埋葬于此，佩德羅一世和他的情妇伊尼斯·德·卡斯特罗（被佩德羅的父亲阿方索四世杀害）。佩德羅一世登基后，为他和伊尼斯在此修建了兩座华丽的哥特式陵墓。
1755年里斯本大地震并未显著地损坏修道院，只有一些较小的建筑被毁。1800年代入侵葡萄牙的法国军队造成了巨大的破坏。他们不仅劫掠图书馆，还毁坏陵墓，偷盗并烧毁了教堂部分内部装饰。1834年，葡萄牙解散修道院，最后一批修士被迫离开修道院。
今天，阿尔科巴萨修道院是葡萄牙主要的历史旅游目的地之一。

## 艺术与建筑
阿尔科巴萨修道院为早期哥特式风格，代表这种风格进入葡萄牙。教堂和其他主要建筑兴建于1178年到13世纪末之间。教堂位于中间，于1252年祝圣。其立面为混合风格：大门和玫瑰窗是最初的哥特式原来建筑的一部分，而在18世纪初增加了雕像和两侧的钟楼。教堂的侧墙有8个飞扶壁，支撑拱顶的重量，这是哥特式建筑的典型特征。